# Sharīf Beyglū
Sharīf Beyglū (persiska: شريف بيگلو) är en ort i Iran.   Den ligger i provinsen Ardabil, i den nordvästra delen av landet, 400 km nordväst om huvudstaden Teheran. Sharīf Beyglū ligger 1 403 meter över havet och antalet invånare är 470.
Terrängen runt Sharīf Beyglū är platt åt sydväst, men åt nordost är den kuperad.Runt Sharīf Beyglū är det ganska tätbefolkat, med 139 invånare per kvadratkilometer. Närmaste större samhälle är Arbāb Kandī, 16,7 km sydväst om Sharīf Beyglū. Trakten runt Sharīf Beyglū består i huvudsak av gräsmarker.